# Reinhard Mannesmann
Reinhard Mannesmann (ur. 13 maja 1856 w Remscheid, zm. 20 lutego 1922 tamże) – niemiecki przemysłowiec i wynalazca. Wynalazł sposób wyrobu rur stalowych bez szwu. W 1908 roku zapoczątkował niemiecką działalność gospodarczą w Maroku. Skutkiem tego był zatarg dyplomatyczny i konferencja w Algeciras.